# Пал Мал
„Пал Мал“ (на английски: Pall Mall) е улица в района на парк „Сейнт Джеймс“ в район Уестминстър, Централен Лондон.
Тя свързва улица „Сейнт Джеймс“ с площад „Трафалгар“ и е част от регионалния път A4. Името на улицата произлиза от английска игра с топка от XVII век, чието име от своя страна произлиза от италианското pallamaglio, буквално „топка-чук“.
Районът е застроен по време на управлението на крал Чарлз II с модерни лондонски сгради. От XVIII век до днес е известен с магазините от висок клас, а през XIX век става популярен и с клубовете за джентълмени; клубовете Реформ, Атенеум и Травълърс оцеляват до XXI век. Военното министерство е базирано на „Пал Мал“ през втората половина на XIX век, а централата на Кралския автомобилен клуб е на улицата от 1908 г.

## География
Улицата е дълга около 640 м и преминава на изток в района на Сейнт Джеймс, от улица Сейнт Джеймс през Ватерло Плейс, до Хаймаркет и продължава към площад Трафалгар. Номерата на улиците вървят последователно от северната страна на изток на запад и след това продължават от южната страна на запад на изток. „Пал Мал“ е част от A4, главен път, минаващ западно от Централен Лондон. Лондонският автобусен маршрут 9 минава на запад по протежение на „Пал Мал“, свързвайки площад Трафалгар с Пикадили и ъгъла на Хайд Парк.

## Културни препратки
Джакомо Казанова е живял на „Пал Мал“ през 1761 г. под псевдонима „Кавалер дьо Сенгал“ и документира престоя в своите мемоари. Когато писателят Уилям Мейкпийс Такъри посещава Дъблин през 1845 г., той сравнява „Пал Мал“ с улица О'Конъл (тогава известна като Ъпър Саквил Стрийт). През 1870 г. Хенри Бенджамин Уитли пише „Около Пикадили и Пал Мал“, документирайки промените в и около улицата през века. През 1919 г. е публикувана компилация от произведения на Оскар Уайлд със заглавие „Критик в „Пал Мал““, включваща негови есета за вестници и списания от 70-те до 90-те години на XIX век.
На „Пал Мал“ се намира измисленият клуб „Диоген“ в историите за Шерлок Холмс, написани от Артър Конан Дойл.
„Пал Мал“ е част от група от три полета в британската версия на настолната игра Монополи, заедно с Уайтхол и Нортъмбърленд Авеню. И трите улици се събират на площад Трафалгар. Покачващите се цени на жилищата в Лондон означават, че малък апартамент в „Пал Мал“, който е сред най-ниските цени на имотите в класацията, сега се продава за над 1 милиона паунда.